# Japannetz

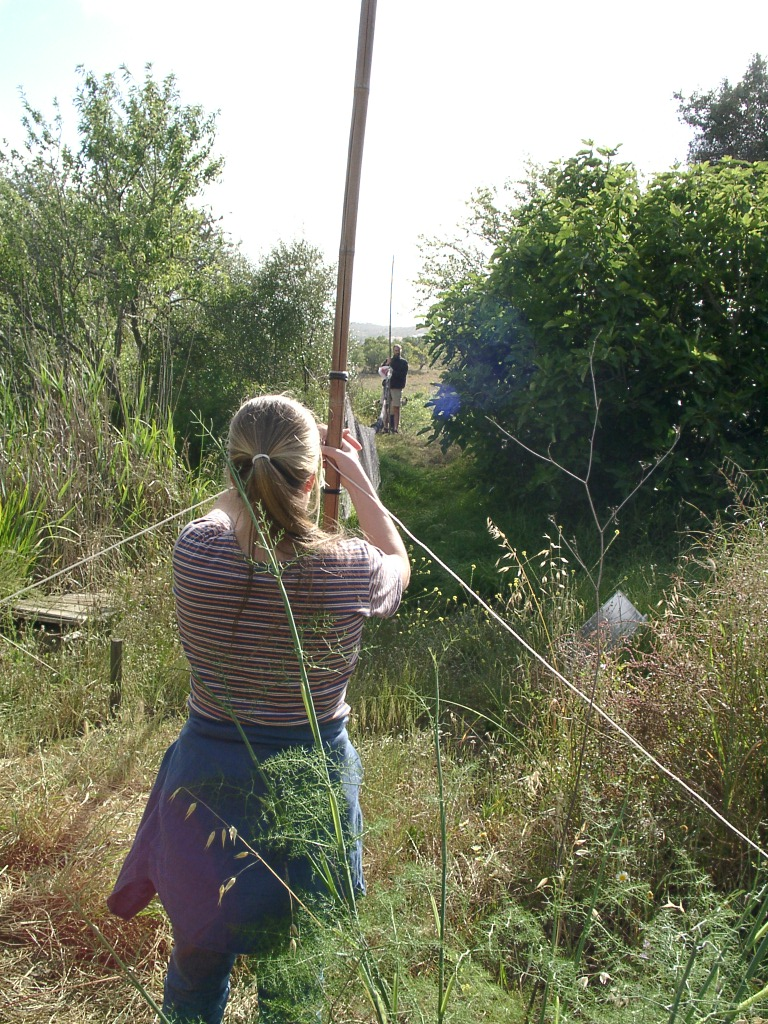
Spannen eines Japannetzes

Japannetze sind Spezialnetze, die für den wissenschaftlichen Vogel- und Fledermausfang benutzt werden. Sie bestehen aus sehr feinem Netzwerk, welches von den zu fangenden Tieren kaum wahrgenommen wird. Da die Netze am Standort fest aufgestellt werden, fängt man so nur ungezielt die Tiere, die zufällig hineinfliegen. Legal werden die Netze vor allem zur Vogelberingung eingesetzt.

## Wissenschaftliche Nutzung
Japannetze werden von fast allen wissenschaftlich arbeitenden Vogelstationen eingesetzt. Zur Wahrung des Tierschutzes werden die Netze bei Nichtnutzung abgebaut oder bei stationären Netzen dicht eingewickelt, um ein versehentliches Fangen zu vermeiden. Die Netze werden in kurzen Zeiträumen kontrolliert, so dass gefangene Vögel sich nicht zu lange im Netz aufhalten. Sie sind außerdem eine Gefahrenquelle für kleine und besonders aktive Vögel, die sich in zu grobmaschigen Netzen selbst erdrosseln können.

## Illegale Nutzung
Japannetze werden heute immer noch – trotz des Vogelfangverbotes – in der Europäischen Union zum Fang von Klein-, Sing- bzw. Zugvögeln zum Verzehr oder für die Käfighaltung verwendet. Haupteinsatzgebiete sind vor allem die italienischen Nordalpen, die Pyrenäen sowie Teile der Benelux-Staaten.